# 埃斯塔拉斯
埃斯塔拉斯，是西班牙加泰罗尼亚莱里达省的一个市镇。 总面积21平方公里，总人口182人（2001年），人口密度9人/平方公里。